# Pointe Michel
Pointe Michel – miasto we Wspólnocie Dominiki, stolica administracyjna i jedyna miejscowość parafii świętego Łukasza. W 1991 roku miejscowość zamieszkiwało 1200 osób.